# Andrzej Więckowski (chemik)
Andrzej Bolesław Więckowski, alias Andreas Wienckowski (ur. 9 sierpnia 1934 w Częstochowie) – fizykochemik, professor emeritus Uniwersytetu Zielonogórskiego, działacz mniejszości niemieckiej.

## Życiorys
Urodził się, jako piąte (najmłodsze) dziecko, w rodzinie Feliksa Teodora Więckowskiego (1899–1984), podoficera zawodowego, oraz Zofii Rozalii Więckowskiej, de domo Dudniczek (1901–1969).

### Dzieciństwo (1939–1948)
Z wybuchem II wojny światowej we wrześniu 1939 rodzina, jako rodzina wojskowa, została ewakuowana z Częstochowy do Kowla. Po agresji Armii Czerwonej ojciec, będąc w mundurze wojskowym i z bronią, został zatrzymany przez sowieckie władze wojskowe. Po zwolnieniu ojca, wobec bezpośredniego i realnego zagrożenia represjami lub utratą życia, rodzina przedostała się przez linię demarkacyjną z powrotem do Częstochowy.
W latach 1940–1948 Andrzej B. Więckowski był uczniem szkół powszechnych w miejscowościach: Częstochowa, Lubliniec (Górny Śląsk), Zakopane, Praha, Chrudim, Domažlice, Sušice (Czechy), Regen (Las Bawarski) oraz Prien am Chiemsee (Górna Bawaria). W roku 1948 wyjechał z Niemiec do Polski i zamieszkał w Koszęcinie (Górny Śląsk).

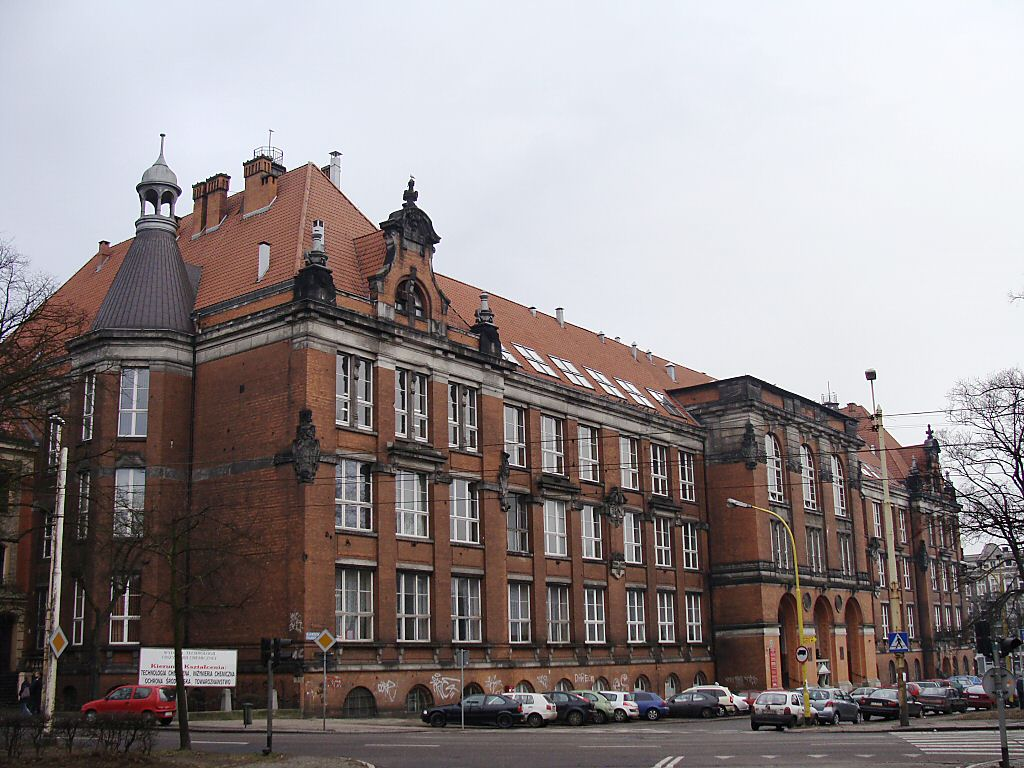
Lata 1953–1962: Gmach Wydziału Chemii Szkoły Inżynierskiej (od 1955 Politechniki Szczecińskiej), Szczecin, ul. Pułaskiego 10

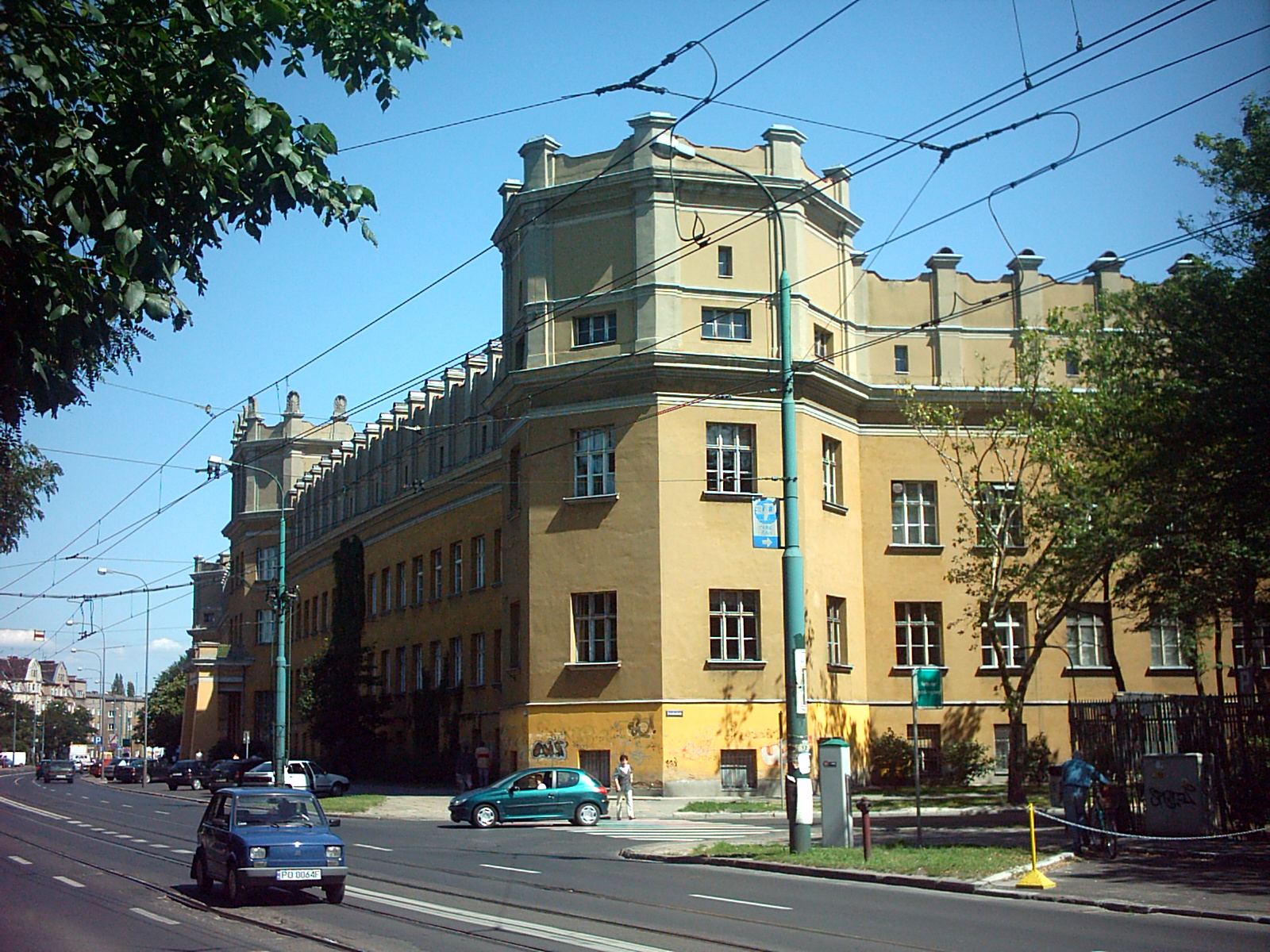
Lata 1962–1967: Gmach Wydziału Matematyki, Fizyki i Chemii UAM, Collegium Chemicum, Poznań, ul. Grunwaldzka 6

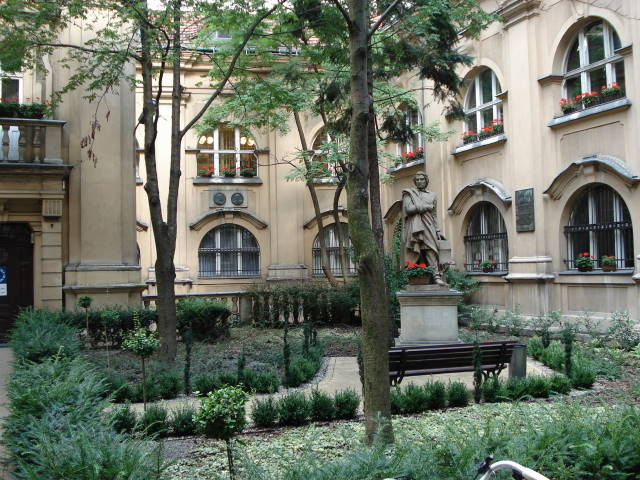
Lata 1967–1973: Oddział Poznański IF PAN w dziedzińcu gmachu Poznańskiego Towarzystwa Przyjaciół Nauk, Poznań, ul. Mielżyńskiego 27/29

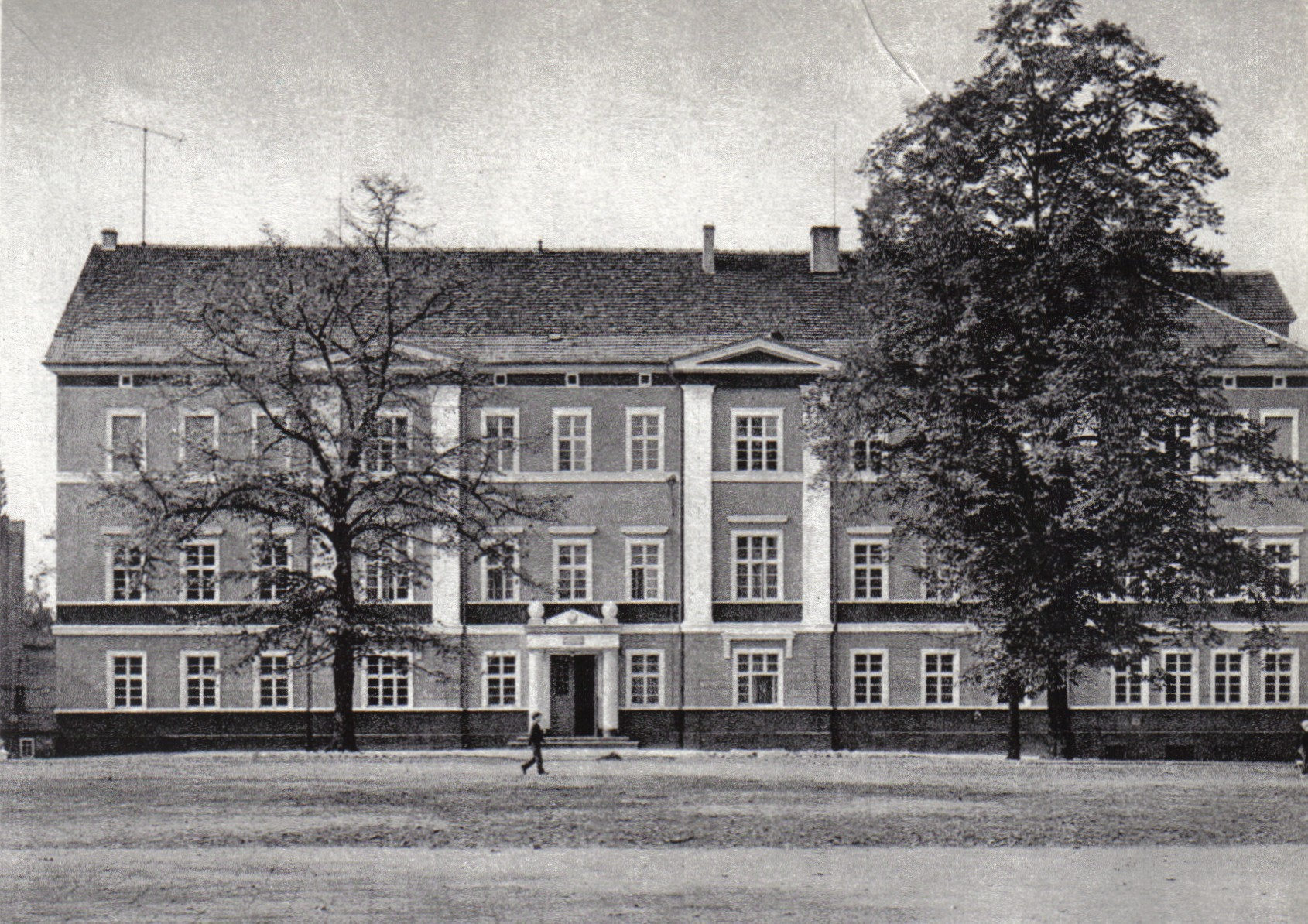
Lata 1993–2002: Gmach Instytutu Fizyki WSP (od 2001 UZ), Zielona Góra, Plac Słowiański 6

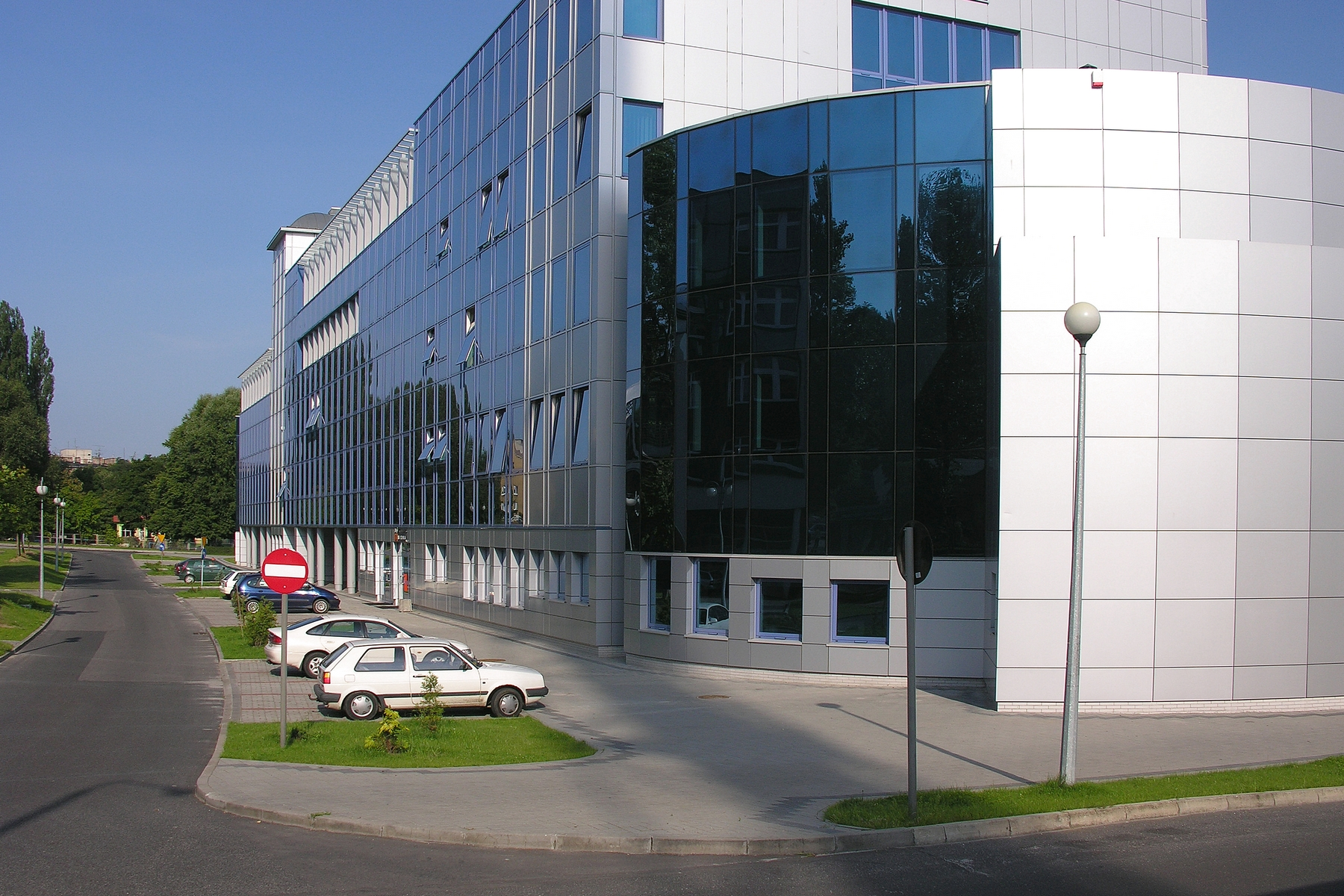
Lata 2002–2008: Gmach Wydziału Nauk Ścisłych (od 2004 Wydziału Fizyki i Astronomii) UZ, Zielona Góra, ul. Szafrana 4a

### Okres nauki w szkole średniej (1948–1953)
W roku szkolnym 1948/49 uczęszczał do 8 klasy szkoły ogólnokształcącej w Lublińcu. Ówczesnymi uczniami tej klasy byli m.in. Ludgarda Buzek, de domo Czapla vel Czaplanka, primo voto Lipowska, secundo voto Buzek (ur. 1935) oraz ksiądz Jόzef Żurek (1933–2009). W roku szkolnym 1949/50 uczęszczał do 9 klasy szkoły ogólnokształcącej w Dębnie Lubuskim. Ówczesnymi uczniami tej klasy byli m.in. Kazimierz Kałucki (1935–2005), Juliusz Mateńko (ur. 1935) oraz Eugen Szuwalski (1932–2014). W roku 1950 przeniósł się (podobnie jak Juliusz Mateńko i Eugen Szuwalski) do Technikum Chemicznego w Szczecinie. Maturę zdał w roku 1953, jako technik–technolog przemysłu kwasu siarkowego i nawozów fosforowych.

### Okres studiów wyższych (1953–1959)
W roku 1953 podjął studia wyższe na Wydziale Chemii Szkoły Inżynierskiej w Szczecinie (obecnie Wydział Technologii i Inżynierii Chemicznej Zachodniopomorskiego Uniwersytetu Technologicznego w Szczecinie). Na tym samym roku studiowali wówczas m.in. Juliusz Mateńko, Leon Parus (1934–2020) oraz Marian Plebankiewicz (ur. 1935). W okresie nauki i studiów odbywał liczne praktyki zawodowe w zakładach przemysłu chemicznego. W roku 1959 uzyskał dyplom magistra inżyniera chemii ze specjalnością projektowanie technologiczne (inżynieria chemiczna).

### Okres pracy zawodowej (1959–2008)
Po ukończeniu studiów, w roku 1959 został asystentem w Katedrze Inżynierii Chemicznej Politechniki Szczecińskiej, której kierownikami naukowymi byli Tadeusz Rosner (1899–1972) i Fryderyk Stręk (1926–2018).
W roku 1962 rozpoczął studia doktoranckie w Katedrze Fizyki Doświadczalnej UAM w Poznaniu. W roku 1966 podjął pracę naukowo-badawczą w Oddziale Poznańskim Instytutu Fizyki PAN (IF PAN) w Warszawie, gdzie w roku 1970 uzyskał stopień doktora nauk fizycznych na podstawie dysertacji na temat badań rodników polisiarczkowych w ultramarynie metodą spektroskopii elektronowego rezonansu paramagnetycznego (EPR) (promotorem był Arkadiusz Piekara (1904–1989)).
W roku 1975 Oddział Poznański Instytutu Fizyki PAN w Warszawie został przekształcony w Instytut Fizyki Molekularnej PAN (IFM PAN) w Poznaniu. W latach 1975–1980 Andrzej B. Więckowski był zastępcą dyrektora IFM PAN. W latach 1975–1977 i w roku 1984 jako stypendysta Fundacji Alexandra von Humboldta odbył staż na Wydziale Chemii Uniwersytetu Kraju Saary w Saarbrücken, gdzie kierownikiem naukowym był Fritz Seel (1915–1987), naukowiec w dziedzinie chemii nieorganicznej. W roku 1984 na Wydziale Chemii UAM w Poznaniu uzyskał stopień naukowy doktora habilitowanego nauk chemicznych w zakresie chemii fizycznej na podstawie pracy na temat centrów paramagnetycznych w glinokrzemianach. Był zatrudniony w IFM PAN do roku 1996.
W roku 1993 rozpoczął pracę w Wyższej Szkole Pedagogicznej w Zielonej Górze, gdzie w latach 1993–1996 był dyrektorem Instytutu Fizyki. W roku 1995 uzyskał tytuł naukowy profesora nauk chemicznych. W latach 1996–1999 był członkiem senatu WSP, a w latach 1999–2001 prodziekanem Wydziału Matematyki, Fizyki i Techniki WSP. W roku 2001, po połączeniu WSP z Politechniką Zielonogórską, powstał Uniwersytet Zielonogórski. W latach 2001–2002 Andrzej B. Więckowski był tam prodziekanem Wydziału Nauk Ścisłych, a do roku 2008 był zatrudniony na Wydziale Fizyki i Astronomii.

## Dorobek naukowy
Andrzej B. Więckowski jest specjalistą w dziedzinie spektroskopii elektronowego rezonansu (para-)magnetycznego (spinowego), EPR/EMR/ESR. Najbardziej znaczące wyniki uzyskał badając ultramaryny kolorowe, kationy paramagnetyczne w kryształach ferroelektrycznych oraz węgle kopalne (węgiel brunatny, węgiel kamienny, antracyt, macerały węglowe). Jego dorobek naukowy stanowi ponad 180 publikacji w dziedzinie matematyki, fizyki, chemii i techniki, które cytowane były ponad 700 razy. Na kongresach i konferencjach naukowych w kraju i za granicą przedstawiał ponad 180 referatów i komunikatów. Był promotorem prac doktorskich oraz recenzentem prac doktorskich i habilitacyjnych. Był też recenzentem wydawnictw książkowych oraz artykułów w krajowych i zagranicznych czasopismach naukowych.

## Nagrody i odznaczenia
Za swoje osiągnięcia naukowe był wielokrotnie nagradzany. Stał się laureatem nagród indywidualnych i zespołowych Sekretarza Naukowego PAN, a także nagród Rektorów Politechniki Szczecińskiej, Wyższej Szkoły Pedagogicznej w Zielonej Górze oraz Uniwersytetu Zielonogórskiego. Został wyróżniony następującymi odznaczeniami państwowymi: Złoty Krzyż Zasługi (1989), Krzyż Kawalerski Orderu Odrodzenia Polski (Polonia Restituta) (2002), Medal Komisji Edukacji Narodowej (2005).

## Działalność pozazawodowa
Uprawiał strzelectwo sportowe, w latach 1958–1968 był pilotem szybowcowym i skoczkiem spadochronowym. W latach 1987–1994 był ławnikiem Sądu Rejonowego w Poznaniu.
W roku 1993 został członkiem Towarzystwa Społeczno-Kulturalnego Mniejszości Niemieckiej w Poznaniu, gdzie w latach 2000–2003 był jego przewodniczącym.
Jest członkiem wielu krajowych, zagranicznych i międzynarodowych towarzystw naukowych, w których pełnił różnorodne funkcje organizacyjne, są to m.in. Polskie Towarzystwo Chemiczne, Polskie Towarzystwo Fizyczne, Societas Humboldtiana Polonorum, Polska Grupa Elektronowego Rezonansu Magnetycznego, Polskie Towarzystwo Węglowe, Deutsche Physikalische Gesellschaft, Gesellschaft Deutscher Chemiker, International Society of Magnetic Resonance, International EPR(ESR) Society.

## Życie prywatne
W roku 1971 ożenił się z Danutą Opończewską (ur. 1945), mgr inż. chemii. Ma córkę Paulinę (ur. 1978), mgr ekonomii.